# Vielitzsee
Der Vielitzsee  ist ein See im Bereich der Gemeinde Vielitzsee im brandenburgischen Landkreis Ostprignitz-Ruppin. 
Der See erstreckt sich südlich von Lindow (Mark) in südöstlicher Richtung. Er hat eine Fläche von 120 Hektar und ist maximal drei Meter tief. An seiner Südspitze liegen die Ortschaften Vielitz und Seebeck. Über den Vielitzkanal ist er mit dem Gudelacksee und weiter mit der Havel verbunden und damit Teil der Ruppiner Wasserstraße.
Die Wasserqualität wird monatlich kontrolliert und ist zum Baden geeignet.
Der See wurde im Jahr 1530 als Vilitz erstmals schriftlich erwähnt. Der altpolabische Name *Velica beinhaltet das Wort *vel- für „groß“.